# Lernaea cyprinacea
Lernaea cyprinacea is een eenoogkreeftjessoort uit de familie Lernaeidae. De wetenschappelijke naam werd gepubliceerd in 1758 door Carl Linnaeus in de tiende editie van Systema naturae.